# Sergio Sablich
Sergio Sablich (Bolzano, 7 luglio 1951 – Firenze, 7 marzo 2005) è stato un musicologo e saggista italiano.

## Biografia
Nato a Bolzano da genitori fiumani, nel 1952 si trasferisce con la famiglia a Firenze. Nel 1976, dopo la maturità classica, si laurea in Lettere presso l'Ateneo fiorentino con una tesi in Storia della musica dal titolo Il 'Doktor Faust' nella problematica teatrale e musicale di Ferruccio Busoni. Agli studi universitari affianca quelli musicali diplomandosi in Composizione e Musica Corale e Direzione di Coro presso il Conservatorio Luigi Cherubini di Firenze. Successivamente si perfeziona in Musicologia all'Università di Monaco di Baviera. Docente di Storia della musica dal 1976, ha insegnato nei Conservatori di Bolzano, Ferrara e, dal 1989, Firenze.
Ha collaborato, in veste di critico musicale, con i quotidiani La Nazione, Il Giornale, La Voce e con le più importanti riviste musicali italiane, tra cui la Nuova Rivista Musicale Italiana, Musica/Realtà, Il Giornale della Musica.
Dal 1976 al 1985 ha diretto il «Centro Studi Musicali 'Ferruccio Busoni'» di Empoli ed è stato, dal 1986 al 1990, assistente alla direzione artistica del Teatro Comunale di Firenze e del Maggio Musicale Fiorentino. Dal 1991 al 1998 è stato direttore artistico dell'Orchestra Sinfonica della Rai di Torino e dell'Orchestra Sinfonica Nazionale della Rai. Successivamente, su invito di Giuseppe Sinopoli, lascia la Rai per ricoprire, fino al 1999, l'incarico di Sovrintendente della Fondazione Teatro dell'Opera di Roma. Dal 1996 al 1998 è stato professore a contratto di Letteratura e musica nel Novecento presso l'Università IULM di Milano. Nei primi anni 2000 ha organizzato a Pisa il festival di musica sacra «Anima Mundi». Nella stessa città toscana ha insegnato, presso la locale Università, Storia della musica del Novecento (a.a. 2001-2002). Dal 2002 al 2005 è stato direttore artistico dell'Orchestra della Toscana. Nel 2003 il Teatro alla Scala di Milano lo ha indicato come consulente artistico, un'esperienza che il musicologo bolzanese giudicherà negativa. Ha diretto altresì la collana «Autori & Interpreti 1850-1950» dell'editore «L'Epos» di Palermo.
Durante la sua attività musicologica si è occupato, tra gli altri, di Ferruccio Busoni (al quale ha dedicato, nel 1982, la sua prima monografia), Luigi Dallapiccola, Franz Schubert.
Muore a Firenze il 7 marzo 2005 dopo essere stato colpito, il 27 gennaio dello stesso anno, da ictus cerebrale.

## Opere (selezione)
- Sergio Sablich, Busoni, Torino, EDT, 1982.
- Sergio Sablich, Luigi Dallapiccola. Un musicista europeo, Palermo, L'Epos, 2004.
- Sergio Sablich, L'altro Schubert, Torino, EDT, 2002.
- Sergio Sablich, Voci. Venti anni di scritti per 'Il Giornale della Musica', a cura di Susanna Franchi, Torino, EDT, 2005